# Marian Adamus
Marian Adamus (ur. 23 listopada 1924 w Bielsku, zm. 29 października 1993) – polski filolog, specjalizujący się w językoznawstwie angielskim i językoznawstwie niemieckim. 

## Życiorys
Wywodził się z góralskiej rodziny z okolic Bielska-Białej. W czasie wojny był zmuszany przez okupantów do pracy fizycznej. Po wojnie w 1946 zdał eksternistycznie egzamin maturalny, po czym rozpoczął studia filologiczne na Uniwersytecie Wrocławskim. Przez cztery lata studiował jednocześnie anglistykę, romanistykę i germanistykę. W 1950 otrzymał stopień magistra filologii angielskiej i absolutorium na filologii germańskiej. 
W latach 1950–1958 pracował w Bibliotece Uniwersyteckiej UWr, a następnie jako asystent w Katedrze Językoznawstwa Ogólnego UWr. W 1955 zdał egzaminy komisyjne z języka francuskiego i rosyjskiego. W 1959 napisał pracę doktorską pod kierunkiem prof. Jerzego Kuryłowicza. 
W 1959 przebywał na Uniwersytecie Kopenhaskim na rocznym stypendium naukowym, podczas którego poznał języki skandynawskie, w tym język napisów runicznych. W 1962 otrzymał stopień doktora habilitowanego na Uniwersytecie Adama Mickiewicza w Poznaniu. Po jego zatwierdzeniu pracował jako docent na Uniwersytecie Wrocławskim. W 1968 Rada Państwa nadała mu tytuł profesora nadzwyczajnego, a pięć lat później profesora zwyczajnego.
W latach 1973–1976 przebywał za granicą m.in. w Pradze, Brnie, Lipsku, Berlinie, Rostocku, Uppsali, Kopenhadze i Aarhus. Po powrocie do Polski był twórcą kierunku filologia angielska w Wyższej Szkole Pedagogicznej w Opolu (1977). W 1981 został wybrany przez Senat tej uczelni rektorem, otrzymując 67 głosów elektorskich na 120 możliwych. Stanowisko to sprawował do 1984.

## Wybrane publikacje
- Phonemtheorie und das deutsche Phoneminventar, wyd. Ossolineum, Wrocław 1967.
- On the participles, finite verbs and adjectives of the Germanic languages, wyd. Ossolineum, Wrocław 1962.
- Eskimosi, wyd. PWN, Warszawa 1989.
- Tajemnice sag i run, wyd. Ossolineum, Wrocław 1970.